# Javier Codesal
Javier Codesal (Sabiñánigo, Huesca, 1958) es un polifacético artista español, uno de los pioneros en España del videoarte. Su trabajo se puede apreciar a través de una gran diversidad de medios: radio, televisión, vídeo, cine, acciones, instalaciones, fotografía, medios interactivos y poesía escrita.

## Trayectoria profesional
Licenciado en Ciencias de la Imagen Visual y Auditiva por la Universidad Complutense de Madrid. En su obra destaca el carácter antropológico, donde cobra especial relevancia la manifestación de lo sagrado, ya sea en la vertiente del eros o en la del thanatos.
La ha presentado en numerosas exposiciones, tanto individuales como colectivas, en centros culturales como el MNCARS de Madrid, la galería Estrany-De la Mota de Barcelona, las salas de la Caja San Fernando de Sevilla y Cádiz, el CDAN de Huesca, el Palacio de Abrantes de Salamanca, el Museo de la Universidad de Alicante o la Exposición Universal de Zaragoza.
Por encargo de la Filmoteca de Andalucía, Codesal llevó a cabo entre 1993 y 1996 la reconstrucción y finalización de la película Acariño Galaico de José Val del Omar.

## Obras
- Una televisión en un nicho (videoinstalación, 1983)
- Pornada (vídeo, 1984)
- El manto de Verónica (videoinstalación, 1992)
- DÍAS de SIDA (fotografía, 1993)
- El milagro de la carne (cortometraje, 1994)
- Tras la piel (videoinstalación, 1995)
- Inmóviles-Fábula de un hombre amado (videoinstalación, 1999)
- Bocamina (cortometraje, 1999)
- La piel vuelta (videoinstalación, 2000)
- Campana de Huesca (videoinstalación, 2001)
- Padre hembra (vídeo, 2001)
- Arcángel (videoinstalación, 2002), compuesta por los vídeos Lectura de Ibn Quzman, Lectura de manos, Pieza musical y Arcángel
- Imagen de Caín (libro de poemas, 2002)
- El monte perdido (videoinstalación, 2003), compuesta por los vídeos Agua que se retira, Respira el bosque, Estancia en las tumbas y Las manos del sastre
- Mario y Manuel (vídeo, 2005)E
- Mayte (vídeo, 2005)
- Feliz humo (libro de poemas y fotografías, 2005)
- Ha nacido Manuel (libro de poemas, 2005)
- Viaje de novios (videoinstalación, 2006), compuesta por los vídeos Viaje de novios, Pago de salud, Circular de agua y Baile al fin
- Menese (videoinstalación, 2008)
- Longevos (videoinstalación, 2008)
- En Fin... (audiovisual, 2011), codirigido con Julia Sieiro[5]

## Exposiciones

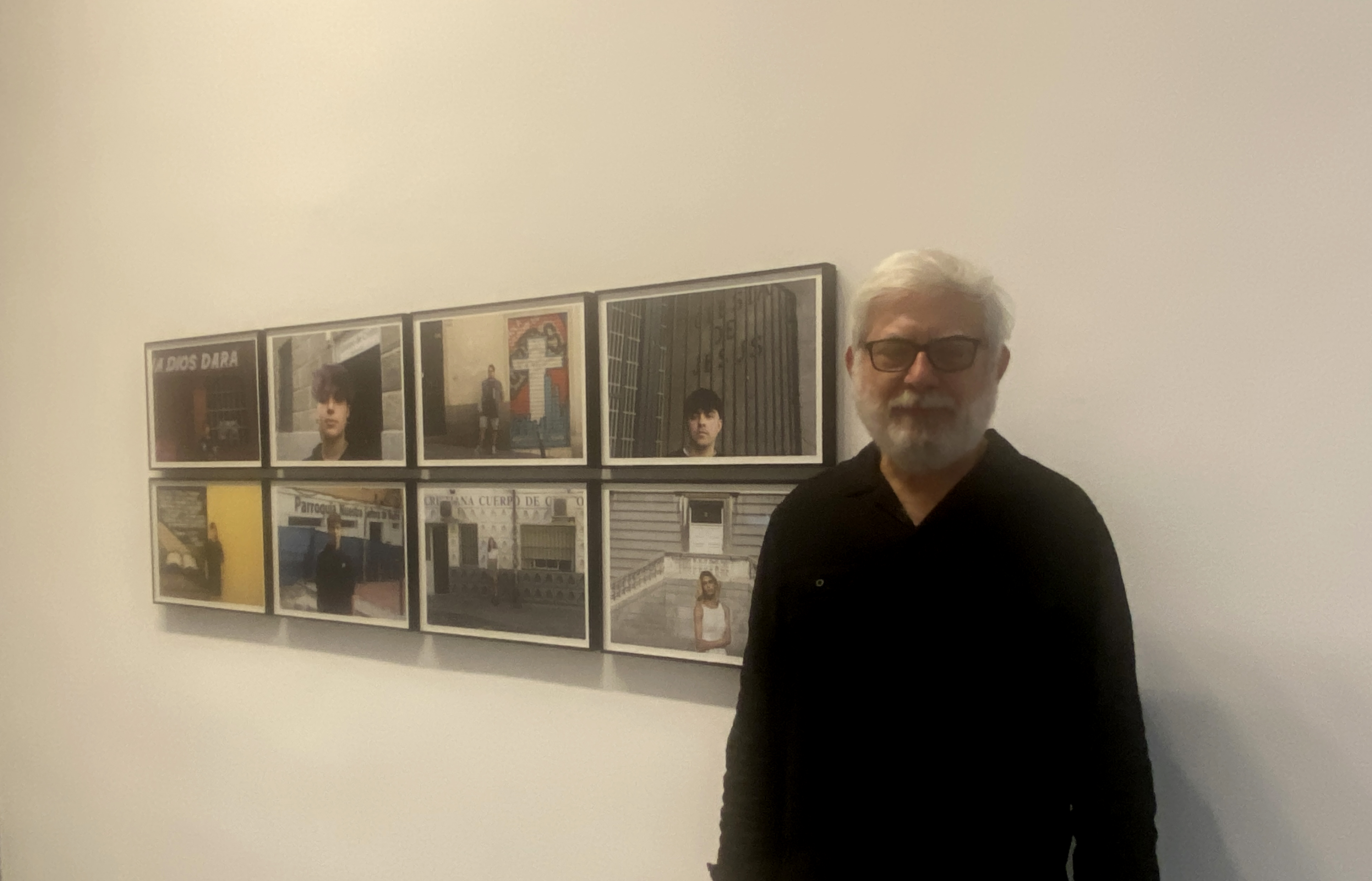
En su exposición en Madrid en la galería Elba Benitez, 2023

Exposiciones individuales (selección)
2023  -Trompetas, Galería Elba Benítez, Madrid
2021    –Evangelio mayor, DA2, Salamanca.
2019    –El ogro, Fundación Luis Seoane, La Coruña.
–Evangelio en Granada (Meta), Fundación BBVA, Madrid.
2017    –Viaje de novios, CDAN, Huesca.
2016    –Prova, Castillo de Santa Bárbara, Alicante.
2015    –Prova, Centro del Carmen, Valencia.
–Retrato de Francisco del Río, galería Casa sin fin, Madrid.
–Ponte el cuerpo, MUSAC, León.
2014    –Prova, Museo Arqueológico y de Historia de Elche MAHE, Elche.
–Los pies que faltan, El Gran Vidrio, MACBA, Barcelona.
2013    –Los nombres del Padre II, Centro de Arte Pepe Espaliú, Córdoba.
2012    –Retrato de Francisco del Río / Muro, Centro Puertas de Castilla, Murcia.
2011    –Las estructuras elementales, Casa sin fin, Madrid.
2010    –Dos películas, galería Casa sin fin, Cáceres.
–Los pies que faltan, La mar de arte, Sala Muralla Bizantina, Cartagena.
2009    –Javier Codesal. Dentro y fuera de nosotros, La Virreina Centre de la Imatge, Barcelona.
2005    –Mario y Manuel, Diputación de Huesca, Huesca.
2004    –El monte perdido, Galería Estrany – de la Mota, Barcelona.
2003    –El monte perdido, Museo de la Universidad de Alicante, Alicante.
-Arcángel, tercera parte del proyecto, Instalación Juvenil Córdoba, Córdoba.
2002    –Arcángel, segunda parte del proyecto, Sala Caja San Fernando, Cádiz.
–Girador, Sala d´Art Municipal El Roser, Lérida.
-Arcángel, primera parte del proyecto, Sala Imagen de Caja San Fernando, Sevilla.
2001    –Campana de Huesca, Huesca Imagen 8, Museo Provincial de Huesca, Huesca.
2000    –La piel vuelta, Palacio de Abrantes, Salamanca.
1999    –Inmóviles-Fábula de un hombre amado, EspacioUno, MNCARS, Madrid.
-Javier Codesal, Imago 99, Encuentros de Fotografía y Vídeo, Casa de las Conchas, Salamanca.
1995    –Tras la Piel, Museo Pablo Serrano, Zaragoza.
1994    –DIAS de SIDA, Caballerizas de los Molinos del Río Segura, Murcia.
1993    –DIAS de SIDA, Galería XXI, Madrid.